# Bataille de Hefei (231)
Pour les articles homonymes, voir Bataille de Hefei.
Guerres des Trois Royaumes
Batailles
Yiling/Xiaoting - Campagne contre le Wu - Campagne du Sud - Hefei (231) - Hefei (233) - Expéditions de Zhuge Liang - Hefei (234) - Shiting - Liaodong - Offensive du Wu - Xingshi - Koguryo - Gaoping - Expéditions de Jiang Wei (Didao) - Dongxing - Hefei (253) - Shouchun - Cao Mao - chute du Shu - Zhong Hui - Chute du Wu
La bataille de Hefei (chinois simplifié : 合肥之战 ; chinois traditionnel : 合肥之戰 ; pinyin : Héféi Zhī Zhàn) oppose le Royaume de Wei et le Royaume de Wu en 231, pendant la période des Trois Royaumes de l'histoire de la Chine. Elle s’achève par une victoire du Wei à la suite du repli des troupes du Wu.

## Situation avant la bataille
En 230, le Wei construit une nouvelle forteresse à Hefei, pour se défendre contre son rival, le royaume de Wu. La forteresse est appelée "Xincheng" (新城), soit littéralement: "Nouvelle Ville/Forteresse".

## La bataille
En 231, Sun Quan, l'empereur du Wu, prend personnellement le commandement d'une armée et part attaquer Xincheng. Man Chong, le responsable de la défense de la forteresse, écrit à Cao Rui, l'empereur du Wei, et lui demande d'envoyer des soldats depuis les provinces de Yan et Yu pour aider à défendre Xincheng. Peu après l'arrivée de ces troupes, Sun Quan se retire sans attaquer Xincheng. Lorsque Cao Rui est mis au courant du repli de Quan, un de ses conseillers nommé Xu Xuan, l'avertit que cela fait sûrement partie du plan de l’ennemi et que dès que les troupes du Wei se disperseront, Sun Quan attaquera à nouveau. Xuan a vu juste, car après environ dix jours, Quan revient pour assiéger Xincheng mais Man Chong a eu le temps de se préparer et repousse facilement l'assaut.
Peu de temps après cet échec, Sun Quan comprend qu'il n'a pas les moyens de prendre Xincheng par la force et décide d'utiliser la ruse. Lors de la bataille de Shiting, le Wu avait réussi à infliger une défaite cuisante au Wei, grâce à la fausse défection du général Zhou Fang. Cherchant à reproduire cette victoire, Sun Quan donne l'ordre à Sun Bu, un membre de sa famille, de simuler une défection au profit du Wei, afin de duper Wang Ling, le gouverneur de la province de Yang, et de l'attirer dans un piège. Après le départ de Bu, Sun Quan envoie des soldats tendre une embuscade à Fuling. Sun Bu entre donc en contact avec Wang Ling en prétendant trahir le Wu et demande que des soldats l’emmènent au Wei. Devant une telle demande, Ling demande à ses supérieurs l’autorisation d'agir. Parmi lesdits supérieurs se trouve Man Chong, qui ne croit pas une seule seconde à la défection de Sun Bu. Se faisant passer pour Wang Ling, Man Chong envoie une lettre à Bu, dans laquelle il lui explique qu'il est heureux d'apprendre que Sun Bu désire faire défection, mais qu'il a peur que Bu soit mal protégé s'il envoie trop peu de soldats et que sa défection se remarque s'il en envoie trop. Finalement, il prie Sun Bu de réfléchir à un moyen de s'enfuir discrètement du camp de Sun Quan. À ce stade, Cao Rui a déjà convoqué Man Chong pour le rencontrer ; mais avant de partir pour la capitale afin de rencontrer l'empereur, Chong donne l'ordre à son bras droit de n'envoyer à Ling aucun soldat pour escorter Bu. N'arrivant pas à rassembler beaucoup de troupes, Wang Ling n’envoie qu'un très petit détachement à la rencontre de Sun Bu. Ces quelques soldats sont annihilés lors de l'embuscade tendue par Sun Quan, mais les précautions prises par Man Chong font que les pertes sont négligeables pour le Wei. Son plan ayant échoué, Sun Quan est contraint de se replier de Hefei.

## Conséquences
Si Man Chong est convoqué à la Cour Impériale du Wei, c'est à cause d'un rapport à charge rédigé par Wang Ling à l'encontre de son supérieur. Wang Ling accuse Man Chong d'être trop vieux et trop porté sur le vin pour occuper un poste aussi important que le sien. Après avoir lu ce rapport, Cao Rui fait venir Man Chong pour juger la situation de lui-même. À l'issue de cette rencontre, Cao Rui conclut que Man Chong convient parfaitement au poste qu'il occupe et l'autorise à reprendre ses fonctions à Xincheng.